# École royale de l'air de Marrakech

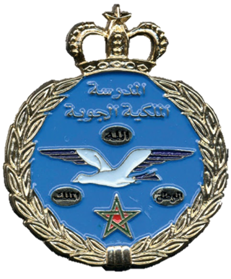
Insigne de l'École Royale de l'Air

L'École Royale de l'Air (en arabe : المدرسة الملكية الجوية) est une grande école d’ingénieur et une école militaire marocaine formant des officiers aviateurs, située à Marrakech et créée en 1970.

## Statut
Il s'agit d'un établissement d'enseignement supérieur sous la tutelle de l'Administration de la Défense Nationale et sous l'autorité pédagogique du Ministère de l'Enseignement Supérieur et de la Recherche Scientifique . Il fait partie des établissements d’enseignement supérieur ne relevant pas des universités (EESNRPU) qui délivrent un diplôme d'ingénieur d'état.
En effet, l'École Royale de l’Air fait partie des grandes écoles d’ingénieurs participant au Concours national commun (CNC).
L'École Royale de l'Air comporte actuellement, outre un lycée d'excellence intégré, deux cycles d'études supérieurs.

## Diplômes et filières

### Cycle d'ingénieur d'État[2]
D'une durée de 3 ans après avoir validé les 2 années des classes préparatoires MPSI/MP et réussi le CNC, soit 5 ans en total, ce cycle mène au diplôme d'ingénieur d'état en :
- Génie aéronautique (ingénierie en systèmes aéronautiques)

- Pilotage

### Cycle de licence[2]
D'une durée de 3 ans, ce cycle mène au Diplôme d'Éudes Universitaires Professionnelles (DEUP) en :
- Pilotage
- Navigation
- Renseignement-Interprétation-Analyse
- Contrôle de la Circulation Aérienne

## Régime des études et modalités d'évaluation
Le régime des études et modalités d'évaluation sont fixés par arrêté conjoint de l'autorité gouvernementale chargée de l'enseignement supérieur et l'autorité gouvernementale chargée l'administration de la défense nationale.